# Станіслав Сосабовський
Станіслав Францішек Сосабовський (пол. Stanisław Franciszek Sosabowski; 8 травня 1892, Станиславів, Україна — 25 вересня 1967) — польський генерал у часи Другої світової війни. Командуючий 1-ю самостійною парашутною бригадою Польщі (1944) у складі армії Великої Британії. Активіст скаутського руху на Галичині.

## Біографія
Народився в Станиславові в родині залізничника. Закінчив Станиславівську польську гімназію (1910), вступив до Ягеллонського університету у Кракові, але залишив навчання через скруту в родині. Повернувся на Галичину, де очолив крайовий скаутський рух.
Учасник Першої світової війни, під час якої служив у армії Австро-Угорщини. Брав участь у битвах із військами Російської імперії біля Ряшева та на Дуклі.
У листопаді 1918, після постання незалежної Польщі, Сосабовський зголосився до нової польської армії. Там зробив кар'єру у Міністерстві оборони у Варшаві.

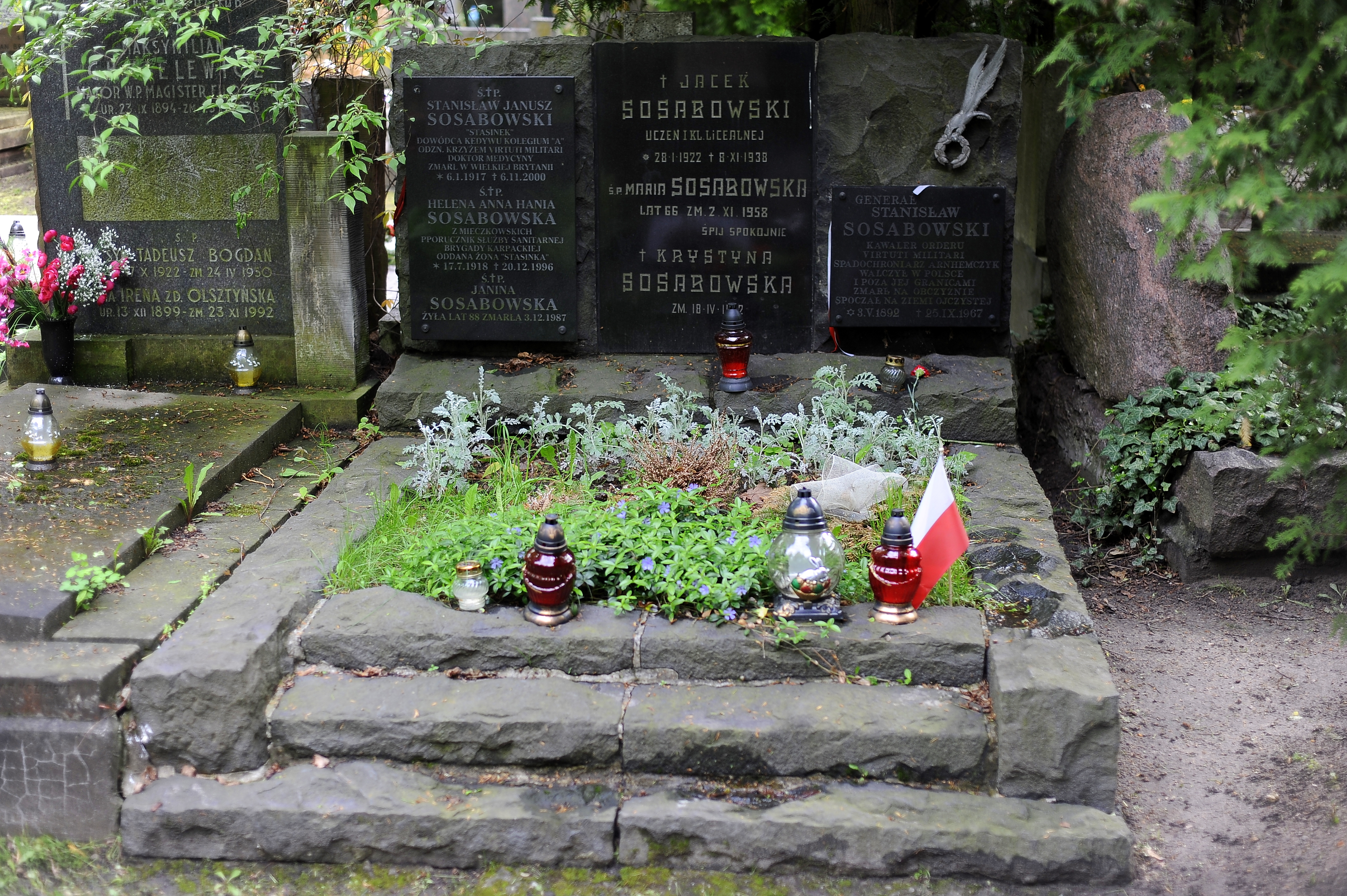
Місце поховання, кладовище Військові Повонзки, Варшава

З 1937 - полковник. З 1939 — на протинімецькому фронті, наприкінці вересня — один з організаторів оборони Варшави. Після капітуляції Польщі — військовополонений. Але йому вдалося втекти, після чого опинився у Франції. У складі 6000-го корпусу переміщується до Великої Британії, де формує польські частини для участі у боях із військами Третього Рейху.
Учасник британського десанту на континент 1944 року як командувач польської парашутної бригади.
Після перемоги сталіністів у Європі, Сосабовський позбавлений польського громадянства (1946). Жив у Лондоні, звідки його останки перевезені до Варшави ще у комуністичні часи — 1969 року.

## Цікаві факти
У фільмі Міст надто далеко (1977), який розповідає про Голландську повітряно-десантну операцію, його зіграв Джин Гекмен.